# کارل-هاینتس ایرمر
کارل-هاینتس ایرمر (آلمانی: Karl-Heinz Irmer; ۲۲ ژوئیهٔ ۱۹۰۳ – ۸ نوامبر ۱۹۷۵) بازیکن هاکی روی چمن اهل آلمان بود.